# S Club juniors
S Club Juniors（エス・クラブ・ジュニア）は、かつて存在したイギリスのダンスボーカルグループ。S Club 7からのスピンオフにより結成。後にS Club 8（エス・クラブ・エイト）に改名して活動していた。
テレビシリーズ『S Club Search』（2001年）にて、何千人もの応募者から選ばれたグループのメンバー（Jay Asforis, Stacey McClean, Aaron Renfree, Frankie Sandford, Rochelle Wiseman, Hannah Richings, Daisy Evans and Calvin Goldspink）は、当時皆10代前半かそれ以下だった。
グループとしてはもともと、S Club 7の「S Club Carnival Tour」にて、サポートをするだけの予定だったが、好評を博したことで、すぐにシングル「One Step Closer」をリリースすることになった。
2枚のアルバムを発売した後、『I Dream』というテレビドラマを持ち、そのサウンドトラックを発売。このサントラからのシングルでドラマのテーマソング「Dreaming」では、メンバーのFrankie SandfordとCalvin Goldspinkがデュエットした。また、『Smile』という子供向け番組も持っていた。

## メンバー

### 女子メンバー
- Daisy Evans
Musical Juniorというあだ名を持つ、おしゃれ好きな金髪の女の子。ブリトニー・スピアーズにそっくりな声を持つ。S Club 8解散後は、Score Angelというフットボールのチアグループに所属し、From Aboveという女性ボーカルグループにも所属。5度のメンバーチェンジの後、From Aboveはアメリカ進出を目指して、ビヨンセの父と契約した。

- Stacey McClean
Thoughtful Juniorというあだ名の少女で、キュートなカーリーヘアーがチャームポイント。透き通った声の持ち主で、S Club 8解散後は個人的に小さなステージで歌ったり、ラジオ番組を持ったりとソロ活動をしている。1stシングルは「I See You」。サッカーのチャリティイベントに参加したりもしている。現在は黒髪のストレートヘアー。

- Frankie Sandford
Stylish Juniorというあだ名通り、クールでおしゃれな少女。深い声の持ち主で、メンバーの中で一番人気だった。解散後は学校生活をおくった。2008年にポリドール・レコードと契約、再びRochelleとThe Saturdaysというグループを結成。

- Rochelle Wiseman
Athletic Juniorというあだ名を持ち、メンバーの中ではお姉さん的存在の黒人少女。ずば抜けた歌唱力を持ち、テレビ番組『Smile』では司会を務めた。解散後はミス・イングランドに出場し、洋服ブランド「Love Me Love My Clothes」のモデルなどもこなす。また、Tiger LillyというR&B系グループにも所属。ミュージカル『アラジン』でジャスミン姫を演じた。2008年にポリドール・レコードと契約、再びFrankieとグループを組んだ。

- Hannah Richings
Tomboy Juniorというあだ名を持つ彼女だが、実はどの曲にもソロパートが無い。解散後は普通の生活を送っているが、Staceyの18歳の誕生日パーティーを訪れたりと、メンバーとの交流を続けている。

### 男子メンバー
- Aaron Renfree
Sensible Juniorというあだ名を持つ、メンバーを楽しませるのが大好きな男の子。女の子のような甘い声が人気だが、完璧主義らしい。解散後はレコーディングしたりと、本格的にソロ活動をしている。

- Jay Asforis
Brainy Juniorというあだ名の黒人少年。男子メンバーの中では一番クールで、歌唱力も高い。解散後は普通の生活を送る。

- Calvin Goldspink
Flirty Juniorと呼ばれる。男子メンバーの中では一番人気で、解散後は劇などに出演している。2007年からはテレビドラマ『Into The Wild』にレギュラー出演。

## ディスコグラフィー

### アルバム
S Club Juniors名義
- Together（2003年）
  1. One Step Closer
  2. Automatic High
  3. New Direction
  4. One Fire Day
  5. Puppy Love
  6. Feel The Beat
  7. Whenever You Are
  8. I Come Alive
  9. Together
  10. Only You
  11. Anytime Anywhere
  12. You Are The One
  13. New Direction(Magic Fly Radio Version)

S Club 8名義
- Sundown（2003年）
  1. Fool No More
  2. Sundown
  3. Don't Tell Me You're Sorry
  4. Love to the Limit
  5. Turn the Light On
  6. Searching For Perfection
  7. One Thing I Know
  8. Sail On Through
  9. Big Fun
  10. Day You Came
  11. Pretty Boy
  12. Rush
  13. I Just Came To Dance
  14. Drawn To You
  15. Tears On My Pillow

I Dream名義
- Welcome To Avalon Heights（2004年）

### アルバムチャート順位
| アルバム                  | 年   | UKチャート |
| ------------------------- | ---- | ---------- |
| Together                  | 2003 | 5          |
| Sundown                   | 2003 | 13         |
| Welcome To Avalon Heights | 2004 | 113        |

### シングル
S Club Juniors名義
- One Step Closer
- Automatic High
- New Direction
- Puppy Love/Sleigh Ride

S Club 8名義
- Fool No More
- Sundown
- Don't Tell Me You're Sorry

I Dream名義
- Dreaming [featuring Frankie & Calvin]

### シングルチャート順位
| シングル                   | 年   | 国       | チャート |
| -------------------------- | ---- | -------- | -------- |
| One Step Closer            | 2002 | UK       | 2        |
| Automatic High             | 2002 | UK       | 2        |
| New Direction              | 2002 | UK       | 2        |
| Puppy Love / Sleigh Ride   | 2002 | UK       | 5        |
| Fool No More               | 2003 | UK       | 4        |
| Sundown                    | 2003 | UK       | 4        |
| Don't Tell Me You're Sorry | 2003 | UK       | 11       |
| Dreaming                   | 2004 | UK       | 19       |
| Say It's Alright           | 2005 | フランス | 46       |

## その他
- Calvinは、女子メンバーと付き合ったことはない。また、今でもみんなと連絡を取り合っている。
- Daisyはグループの中で、自他共に認める最高のダンサーである。
- Aaronは『ハイスクール・ミュージカル2』のイギリスプレミアで、ダンサーとしてパフォーマンスした。
- Frankieはロック・フェスティバルが好きで、ギターが弾ける。
- Rochelleは買い物マニアで、雨の日が嫌い。
- Staceyの親友はお母さん。また、空手を習っている幼い弟がいる。